# Тонья
То́нья (эст. Tonja) — деревня в волости Сетомаа уезда Вырумаа, Эстония. На языке народности  сету Тона (Tona); также используются названия Тоона (Toona), Тууна (Tuuna), Тооня (Toonja) и Кала (Kala). Исторически относится к нулку Полода. 
До административной реформы местных самоуправлений Эстонии 2017 года деревня входила в состав волости Вярска уезда Пылвамаа.

## География и описание
Расположена в 37 километрах к северо-востоку от уездного центра — города Выру — и в 3 километрах к северу от волостного центра —  посёлка Вярска. Высота над уровнем моря — 33 метра. Через южную часть деревни проходит шоссе Тарту–Ряпина–Вярска. Юго-западный угол деревни граничит с шоссе Карисилла—Печоры.
Климат переходный от морского к континентальному. Официальный язык — эстонский. Почтовый индекс — 64025.

## Население
По данным переписи населения 2021 года, в Тонья насчитывалось 15 жителей, все — эстонцы.
По данным переписи населения 2011 года, в деревне проживали 7 человек, все — эстонцы (сету в перечне национальностей выделены не были) (сету в перечне национальностей выделены не были).
Численность населения деревни Тонья по данным переписей населения СССР и Департамента статистики Эстонии:
| Год  | 1959 | 1970 | 1979 | 1989 | 2000 | 2011 | 2017 | 2018 | 2019 | 2020 | 2021 |
| ---- | ---- | ---- | ---- | ---- | ---- | ---- | ---- | ---- | ---- | ---- | ---- |
| Чел. | 49   | ↘ 37 | ↗ 51 | ↘ 33 | ↘ 22 | ↘ 7  | ↗ 17 | ↗ 18 | ↗ 19 | → 19 | ↘ 15 |

## История

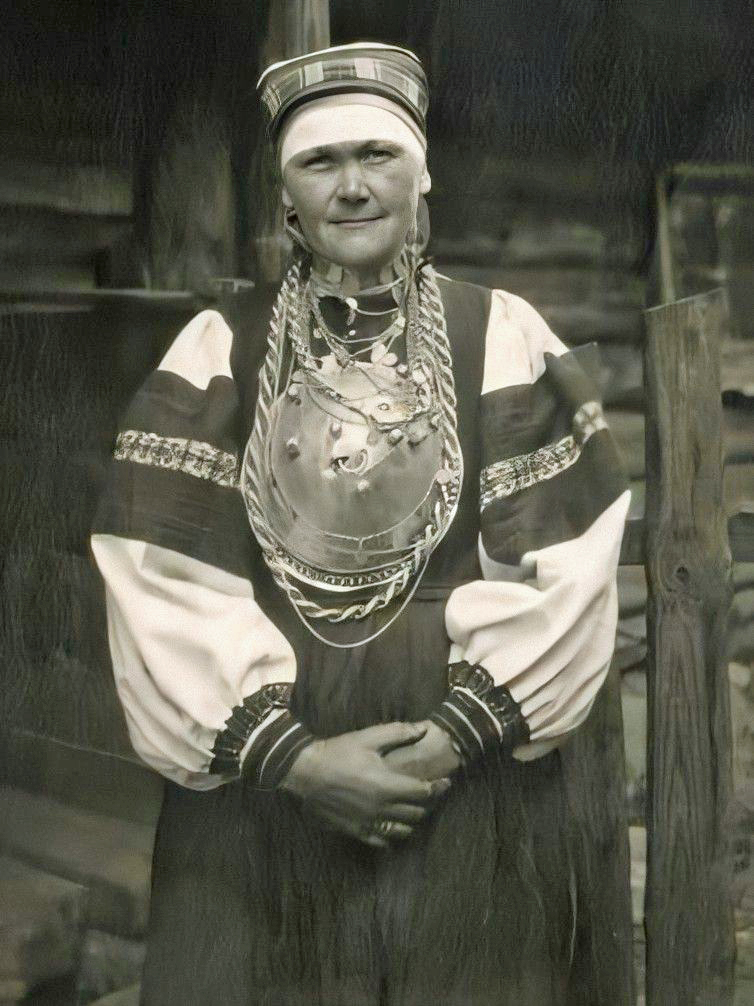
Жительница деревни Тонья, исполнительница рунических песен сету Анне Вабарна, 1920-1930 гг.

В письменных источниках 1563 года упоминается деревня Тонища Кирилкова, 1585 года — Тонища, примерно 1790 года — Тани, 1877 года — Toońa, 1886 года — Танишецъ, 1904 года — Tuunä, То́ни, 1922 года — Tonä.
На военно-топографических картах Российской империи (1846–1863 годы), в состав которой входила Лифляндская губерния, деревня обозначена как Тони.
Деревня Тонья — поселение рыбаков и садоводов народности сету, возникшее на приозёрных землях, с одной стороны которых находится залив Вярска, с другой стороны — природный парк Выпорсова—Тонья. В деревне дома расположены вдоль одной улицы.
Большая часть территории деревни относится к природоохранной зоне Тонья—Вярска, площадь которой составляет 437,7 гектара.
На окраине деревни, в пяти метрах от дороги, находится святое дерево Тонья, связанное с похоронными обычаями сету и отнесённое к предметам культурного наследия Эстонии. На дереве вырезан крест. При выносе умершего человека из дома останавливались возле этого дерева, произносили об умершем несколько слов и разбивали чашу для омывания покойного.

## Происхождение топонима
Широко распространена точка зрения, что название деревни произошло от слова «тоня» — место рыбной ловли. Также название может происходить от короткой формы русского имени Антонина. Эстонский этнограф и языковед Юри Труусманн считал, что название произошло от русского слова «тянуть».

## Комментарии
1. ↑  Эстонские топонимы, оканчивающиеся на -а, не склоняются и не имеют женского рода (исключение — Нарва)[7].